# Likavka

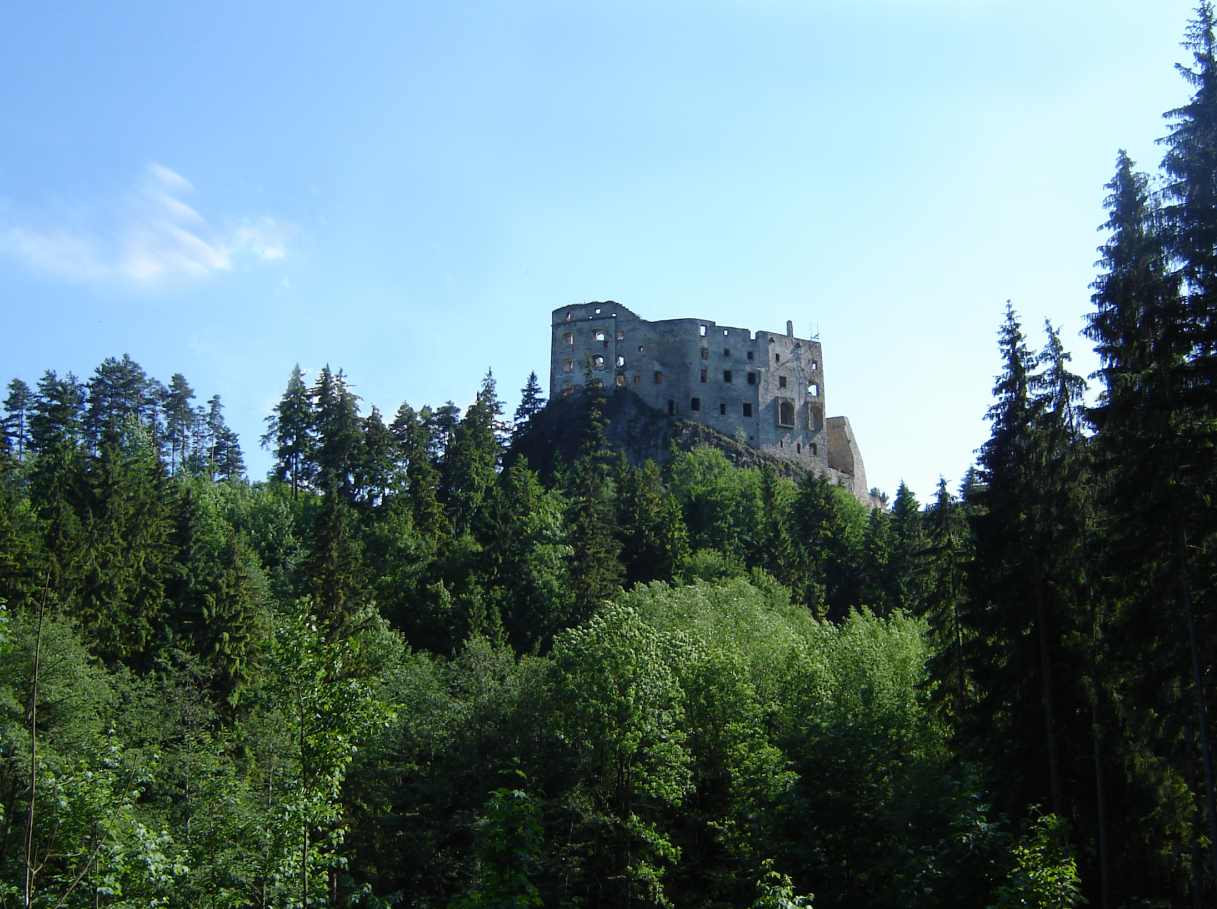
Likavka

Likavka (Hongaars: Likavka) is een Slowaakse gemeente in de regio Žilina, en maakt deel uit van het district Ružomberok.
Likavka telt 3.124 inwoners.